# Schachbundesliga 2006/07 (Schweiz)
In der Saison 2006/07 der Schweizer Bundesliga im Schach lieferten sich Valais und der Titelverteidiger Schachverein Birsfelden/Beider Basel ein Kopf-an-Kopf-Rennen um den Titel. Beide Mannschaften leisteten sich eine überraschende Niederlage gegen Mannschaften aus dem Mittelfeld (Birsfelden/Beider Basel gegen Basel BVB, Valais gegen den ASK Winterthur), so dass letztendlich Birsfelden/Beider Basel durch den Sieg im direkten Vergleich mit zwei Punkten Vorsprung den dritten Titel in Folge gewann.
Aus der 2. Bundesliga war N. N. Bern aufgestiegen und erreichte als Vorletzter knapp den Klassenerhalt, absteigen musste hingegen der Schachclub Niederrohrdorf.
Zu den gemeldeten Mannschaftskadern der teilnehmenden Vereine siehe Mannschaftskader der schweizerischen 1. Bundesliga im Schach 2006/07.

## Abschlusstabelle
| Pl. | Verein                                   | Sp | G | U | V | MP   | Brett-P.  |
| --- | ---------------------------------------- | -- | - | - | - | ---- | --------- |
| 01. | Schachverein Birsfelden/Beider Basel (M) | 7  | 6 | 0 | 1 | 12:2 | 35,5:20,5 |
| 02. | Valais                                   | 7  | 5 | 0 | 2 | 10:4 | 32,0:24,0 |
| 03. | Nimzowitsch Zürich                       | 7  | 3 | 2 | 2 | 8:6  | 27,5:28,5 |
| 03. | Basel BVB                                | 7  | 4 | 0 | 3 | 8:6  | 27,5:28,5 |
| 05. | ASK Winterthur                           | 7  | 3 | 0 | 4 | 6:8  | 27,0:29,0 |
| 06. | SV Wollishofen                           | 7  | 2 | 1 | 4 | 5:9  | 25,5:30,5 |
| 07. | N. N. Bern (N)                           | 7  | 1 | 2 | 4 | 4:10 | 23,0:33,0 |
| 08. | Schachclub Niederrohrdorf                | 7  | 1 | 1 | 5 | 3:11 | 26,0:30,0 |

## Entscheidungen
|     | Schweizer Bundesmeister: Schachverein Birsfelden/Beider Basel |
|     | Absteiger in die 2. Bundesliga: Schachclub Niederrohrdorf     |
| (M) | Meister der letzten Saison                                    |
| (N) | Aufsteiger der letzten Saison                                 |

## Kreuztabelle
| Ergebnisse | Ergebnisse                           | 01. | 02. | 03. | 03. | 05. | 06. | 07. | 08. |
| ---------- | ------------------------------------ | --- | --- | --- | --- | --- | --- | --- | --- |
| 01.        | Schachverein Birsfelden/Beider Basel |     | 5   | 5½  | 3½  | 5½  | 5   | 6   | 5   |
| 02.        | Valais                               | 3   |     | 5½  | 4½  | 3½  | 5½  | 5½  | 4½  |
| 03.        | Nimzowitsch Zürich                   | 2½  | 2½  |     | 5   | 4½  | 4   | 4   | 5   |
| 03.        | Basel BVB                            | 4½  | 3½  | 3   |     | 4½  | 4½  | 3   | 4½  |
| 05.        | ASK Winterthur                       | 2½  | 4½  | 3½  | 3½  |     | 2½  | 5½  | 5   |
| 06.        | SV Wollishofen                       | 3   | 2½  | 4   | 3½  | 5½  |     | 5   | 2   |
| 07.        | N. N. Bern                           | 2   | 2½  | 4   | 5   | 2½  | 3   |     | 4   |
| 08.        | Schachclub Niederrohrdorf            | 3   | 3½  | 3   | 3½  | 3   | 6   | 4   |     |

Anmerkung: Nimzowitsch Zürich und Basel BVB belegten punktgleich den dritten Platz. Die Ergebnisse von Nimzowitsch Zürich sind in der dritten Zeile bzw. Spalte zu finden, die Ergebnisse von Basel BVB in der vierten Zeile bzw. Spalte.

## Aufstiegsspiel zur 1. Bundesliga
Das Aufstiegsspiel zwischen den beiden Siegern der Zweitligastaffeln, Schwarz-Weiss Bern und Lugano CS fand in Bern statt. Die Gäste siegten mit 4½:3½ und stiegen damit in die 1. Bundesliga auf.
| Schwarz-Weiss Bern | Lugano CS           | Ergebnis |
| ------------------ | ------------------- | -------- |
| Markus Klauser     | Paolo Marcoli       | 1:0      |
| Nicolas Curien     | Emiliano Aranovitch | 0:1      |
| Markus Rufener     | Folco Castaldo      | ½:½      |
| Kaspar Kappeler    | Pietro Dario Pace   | 1:0      |
| Michael Brönnimann | Vladimir Paleologu  | 0:1      |
| Frank Salzgeber    | Claudio Boschetti   | 0:1      |
| Pascal Andrist     | Antonio Schneider   | 1:0      |
| Karin Haack        | Carlo Piazza        | 0:1      |

## Die Meistermannschaft
| 1.            | SV Birsfelden/Beider Basel |
| Schachfiguren | Terwel Serafimow, Branko Filipović, Jean-Luc Costa, Hans-Joachim Gierth, Georg Siegel, Zoran Bojic, Charles Partos, Philipp Ammann, Mihajlo Stojanović, Goran Milošević, Roland Ekström, Max Scherer, Stanislav Budisin, Ivan Ivanišević, Henryk Dobosz, Dejan Pikula, Vadim Milov. |